# Astragalus ardahelicus
Astragalus ardahelicus är en ärtväxtart som beskrevs av Ahmed Ahmad Parsa. Astragalus ardahelicus ingår i släktet vedlar, och familjen ärtväxter. Inga underarter finns listade i Catalogue of Life.